# Myrmarachne poonaensis
Myrmarachne poonaensis là một loài nhện trong họ Salticidae.
Loài này thuộc chi Myrmarachne. Myrmarachne poonaensis được Benoy Krishna Tikader miêu tả năm 1973.